# Fallon Station
Fallon Station é uma Região censo-designada localizada no estado americano de Nevada, no condado de Churchill.

## Demografia
Segundo o censo americano de 2000, a sua população era de 1265 habitantes.

## Geografia
De acordo com o United States Census Bureau tem uma área de
6,4 km², dos quais 6,4 km² cobertos por terra e 0,0 km² cobertos por água.

## Localidades na vizinhança
O diagrama seguinte representa as localidades num raio de 52 km ao redor de Fallon Station.